# カトリン・カートリッジ
カトリン・カートリッジ（Katrin Cartlidge、1961年5月15日 - 2002年9月7日）は、イギリス・ロンドン出身の女優。

## プロフィール
母方からユダヤ人の血を引く。
英国国立劇場やテレビで活躍した後、1985年に映画デビュー。マイク・リーやラース・フォン・トリアー等、個性的な監督達の作品に出演していた。2002年、肺炎と敗血症の合併症により、41歳で死去した。

## 主な出演作品
- ネイキッド Naked (1993)
- ビフォア・ザ・レイン Before the Rain (1994)
- 奇跡の海 Breaking the Waves (1996)
- キャリア・ガールズ Career Girls (1997)
- Claire Dolan (1998)
- トプシー・ターヴィー Topsy-Turvy (1999)
- The Cherry Orchard (1999)
- ロスト・サン The Lost Son (1999)
- 悪魔の呼ぶ海へ The Weight of Water (2000)
- ホテル・スプレンディッド Hotel Splendide (2000)
- ノー・マンズ・ランド No Man's Land (2001)
- フロム・ヘル From Hell (2001)
- デブラ・ウィンガーを探して Searching for Debra Winger (2002)